# Вертунка
Вертунка (Scotocerca inquieta) — вид горобцеподібних птахів монотипової родини вертункових (Scotocercidae).

## Таксономія
Традиційно вертунку відносили до родини кропив'янкових (Sylviidae), потім до тамікових (Cisticolidae). У 2011 році на основі генетичних досліджень вертунку виокремили у власну родину — вертункових.

## Поширення
Вертунка поширена у Північній Африці, Аравійському півострові, у Західній і Середній Азії. Ареал виду протягується від Мавританії до Таджикистану. Трапляється у напівпосушливих районах із заростями чагарників.

## Опис
Птах завдовжки 10-11,5 см, вагою 6-10 г. Хвіст тримає вертикально над спиною. Верхня частина тулуба у дорослих особин сіро-бурого кольору, з дрібними темно-коричневими смужками. У них широка світла брова і тонка чорна «вуздечка». Нижня частина тулуба біла з рудими боками і клоакою, а на грудях дрібні смужки. Хвіст темно-коричневий з білим кінчиком. Оперення у молодих особин світліше.